# Ernst Hohenberg

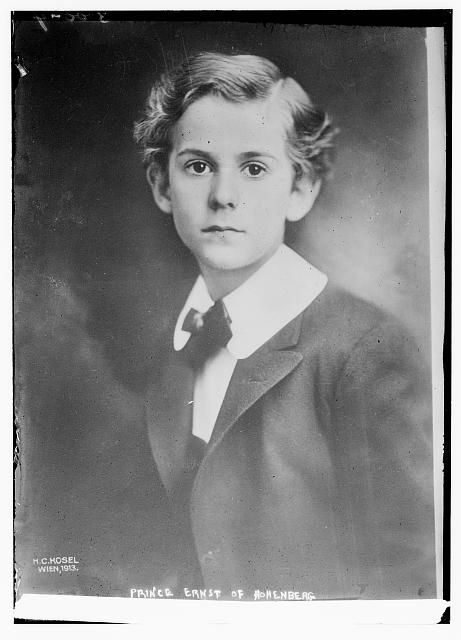
Ernst Hohenberg circa 1914

Ernst Hohenberg, Geburtsname Ernst Alfons Franz Ignaz Joseph Maria Anton Fürst von Hohenberg (* 27. Mai 1904 in Konopischt, Bezirk Beneschau, Österreich-Ungarn; † 5. März 1954 in Graz) war Forstwirt, bis 1919 ein österreichischer Aristokrat des herzoglich-fürstlichen Hauses Hohenberg sowie politischer Redner und Opfer des NS-Regimes.

## Leben

Franz Ferdinand mit seiner Familie, um 1908

Ernst war der zweite Sohn von vier Kindern des österreichischen Thronfolgers Erzherzog Franz Ferdinand von Österreich-Este (1863–1914) und seiner Ehefrau Gräfin Sophie Chotek, Herzogin von Hohenberg (1868–1914). Durch die morganatische Ehe seiner Eltern waren er und seine Geschwister von der Thronfolge ausgeschlossen.
Nach dem Attentat auf seine Eltern im Jahr 1914 kamen er und seine Geschwister in die Obhut seiner Tante mütterlicherseits, Henriette Gräfin Chotek. Die verwaisten Kinder wurden von Kaiser Franz Joseph I. nur einmal empfangen. Die drei Kinder erbten das Schloss Artstetten in Niederösterreich, ferner das Schloss Konopiště südlich von Prag, das Schloss Chlumetz in Südböhmen und das Schloss Greifenberg in Radmer in der Steiermark. Nach dem Tod des Kaisers Franz Joseph 1916 wurden aus seinem Nachlass 20.000 ha Hektar Waldbesitz in Radmer, Steiermark, die eigentlich als testamentarisches Erbteil für Franz Ferdinand vorgesehen waren, an dessen Waisenkinder Max, Sophie und Ernst übertragen.

Wappen der Herzöge und Fürsten von Hohenberg (1917)

Während der Regierungszeit Kaiser Karls I. erhielten die Kinder des Thronfolgerpaars am 31. August 1917 ein erbliches Wappen und die in der Primogenitur erbliche Herzogswürde mit der Anrede „Hoheit“, die übrigen Nachkommen den Titel Fürst bzw. Fürstin mit der Anrede „Durchlaucht“. Während seinem Bruder Maximilian der Erstgeborenentitel Herzog zukam, hatten Sophie und Ernst den Adelstitel Fürst bzw. Fürstin. Das Adelsaufhebungsgesetz 1919 machte diese Titel obsolet.
Ernst Hohenberg studierte Forstwirtschaft in Bruck an der Mur. Zusammen mit seinem Bruder Maximilian war er Redner bei monarchistischen Versammlungen in Österreich. Beide Brüder waren in den 1930er Jahren Mitglieder der Heimwehr. Sie standen auch in engem Kontakt zu Otto von Habsburg.
Im Jahr 1938 wurden er und sein Bruder, die sich für die Selbstständigkeit Österreichs und gegen den „Anschluss“ an das Deutsche Reich ausgesprochen hatten, in das Konzentrationslager Dachau deportiert. Die Brüder wurden zudem durch die nationalsozialistischen Machthaber enteignet. Ein Besitz von 20.000 ha ging in den Besitz des Deutschen Reiches über. Dies war eine der größten Enteignungen in Österreich überhaupt. Die Inhaftierung der Brüder Hohenberg erregte im westlichen Ausland starke Aufmerksamkeit.
Maximilian wurde nach einem halben Jahr entlassen, während Ernst in andere Konzentrationslager verlegt wurde und erst 1943 heimkehren konnte. Nach dem Krieg erlangte Ernst Hohenberg den enteigneten Besitz auch durch Unterstützung von Minister Peter Krauland zurück.
Ernst Hohenberg starb am 5. März 1954 in Graz an den Folgen der im Konzentrationslager erlittenen Misshandlungen und wurde in der Hohenberg’schen Familiengruft in Schloss Artstetten beigesetzt.
Im Erzherzog Franz-Ferdinand Museum in Schloss Artstetten, das 1982 durch den französischen Grafen Romée de La Poeze d’Harambure eingerichtet wurde, der Maximilians Enkelin Anita Hohenberg geheiratet hatte, sind das Leben der Kinder des Thronfolgers, das Familienleben, der Verlust der Besitztümer von Konopischt und Chlumetz in Böhmen, die Enteignung durch die Nationalsozialisten sowie die Inhaftierung der beiden Brüder Max und Ernst Hohenberg während der NS-Herrschaft dokumentiert. Dokumente über diese Periode und die Befreiungsversuche sind im Schlossarchiv aufbewahrt.

## Ehe und Nachkommen

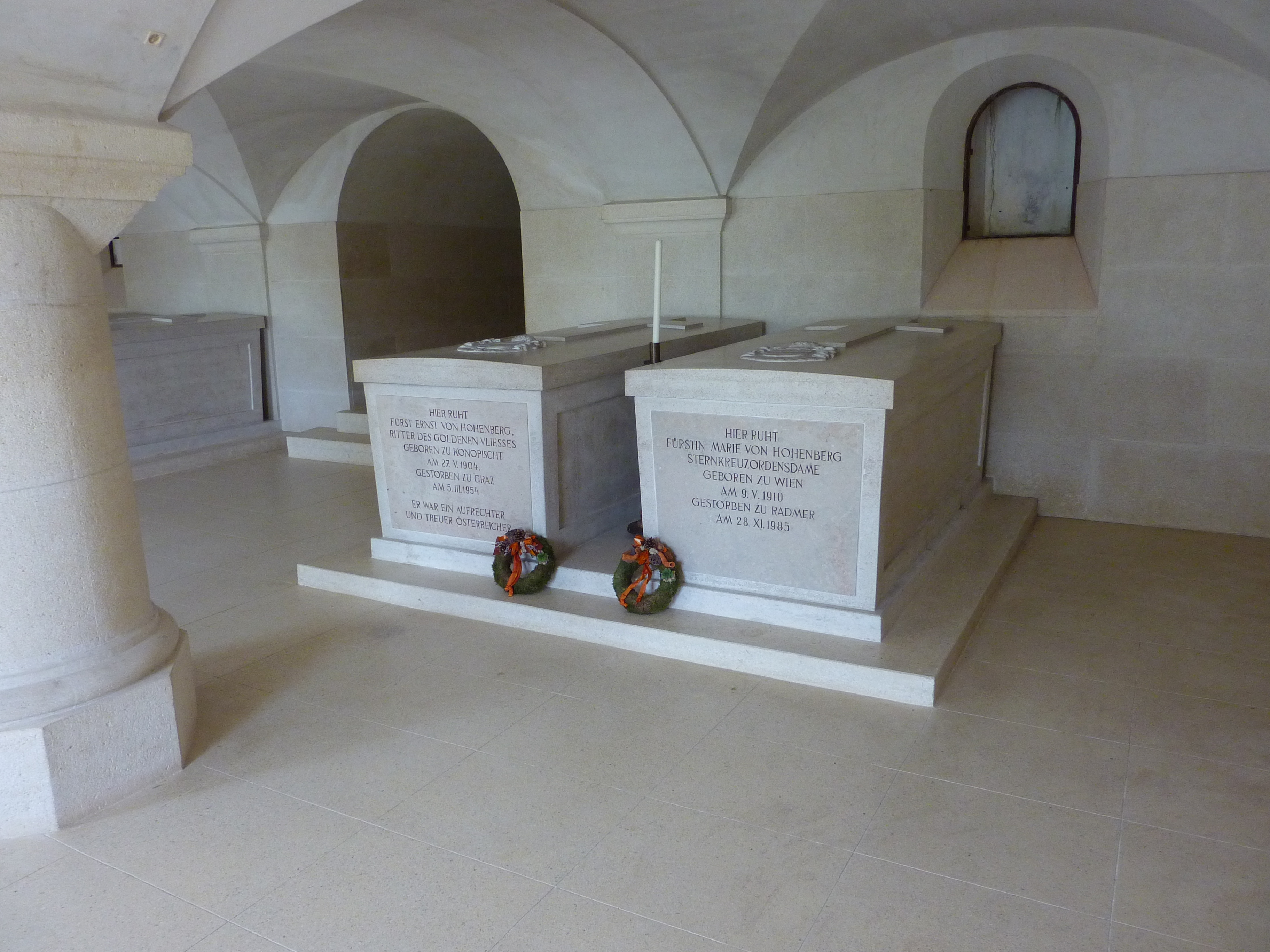
Sarkophage von Ernst und Maria Therese Hohenberg in der Gruft von Schloss Artstetten

Am 25. Mai 1936 heiratete er in Wien Maria Therese Wood (1910–1985), eine Tochter von Georg Jervis Wood und der Rosa Gräfin Lónyay von Nagy-Lónyay und Vásáros-Namény. Aus der Verbindung gingen zwei Kinder hervor:
- Franz Ferdinand (1937–1978)

⚭ 1964 Heide Zechling (1941–2015)
- Ernst Georg (1944–2023)

⚭ 1973–1999 Patricia Anette Caesar (* 1950)
⚭ 2007 Margareta Anna Ndisi (* 1959)